# Ministre-président

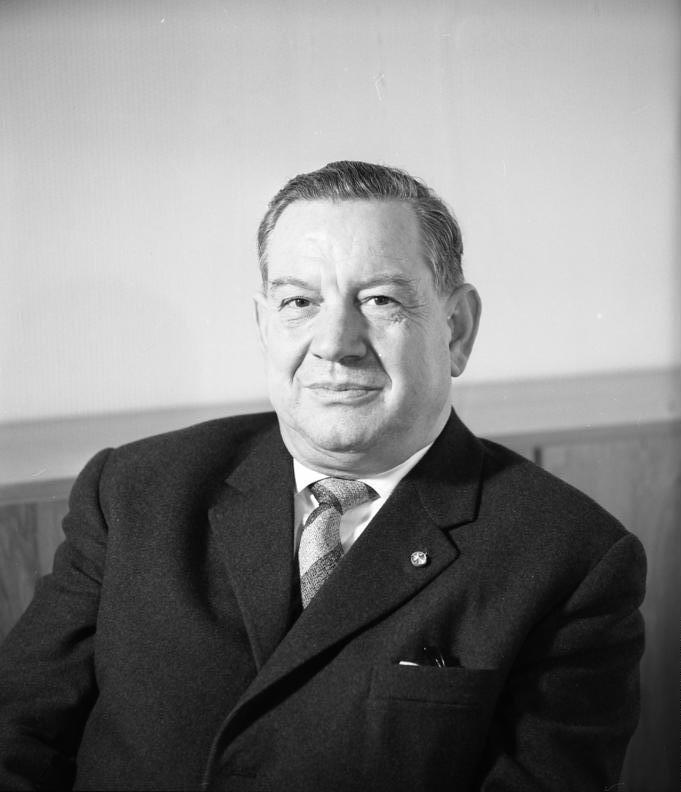
Alfons Goppel, ministre-président de Bavière de 1962 à 1978.

Le terme de ministre-président est un titre porté par certains chefs de gouvernement.

## Utilisation nationale
Ministre-président (minister-president) est le titre officiel du Premier ministre des Pays-Bas depuis 1983. Un autre titre est ministre des Affaires générales. Dans les textes non officiels, on fait souvent l'usage du gallicisme premier. Le ministre-président est le primus inter pares du conseil des ministres, qui est présidé par lui. À côté, il représente les Pays-Bas aux sommets internationaux, par exemple au Conseil européen.
Ce titre est également utilisé pour le Premier ministre de Lettonie ainsi que pour le Premier ministre de Hongrie.
Le titre de ministre-président était également une fonction officielle du royaume de Prusse (1850) et de l'État libre de Prusse (1918-1945).
L'Autriche a utilisé ce titre entre 1848 et 1918, avant de le remplacer par chancelier fédéral (Bundeskanzler).

## Utilisation régionale

### Allemagne
En Allemagne, le titre de « ministre-président » (Ministerpräsident) est porté par treize des seize chefs de gouvernement des Länder. Ils disposent du pouvoir réglementaire et détiennent, avec leur gouvernement, le pouvoir exécutif. Dans les trois ville-Land que sont Berlin, Brême et Hambourg, on parle, respectivement, de bourgmestre-gouverneur (Regierender Bürgermeister), de président du Sénat (Präsident des Senats), et de premier bourgmestre (Erster Bürgermeister).
Dans chaque Land, le ministre-président dispose d'un adjoint (Stellvertreter des Ministerpräsidenten), qui occupe également un poste ministériel.
Listes des ministres-présidents par Länder : Bade-Wurtemberg, Basse-Saxe, Bavière, Brandebourg, Hesse, Mecklembourg-Poméranie-Occidentale, Rhénanie-du-Nord-Westphalie, Rhénanie-Palatinat, Sarre, Saxe, Saxe-Anhalt, Schleswig-Holstein, Thuringe.

### Belgique
En Belgique, le titre de « ministre-président » (Minister-president, en néerlandais ; Ministerpräsident, en allemand) est porté par les chefs de gouvernement des entités fédérées que sont les régions et les communautés. Les cinq ministres-présidents belges sont :
- le Ministre-président du gouvernement flamand,
- le Ministre-président du gouvernement wallon,
- le Ministre-président de la région de Bruxelles-Capitale,
- le Ministre-président de la Communauté française de Belgique et
- le Ministre-président de la Communauté germanophone de Belgique.

### Pays-Bas
Le titre de « ministre-président » (Minister-president, en néerlandais) est porté par le chef du gouvernement des trois États autonomes d'Aruba, Curaçao et Saint-Martin.